# 武田貞之助

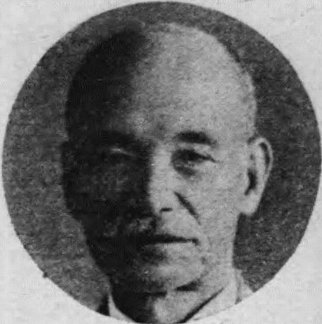
武田貞之助

武田 貞之助（たけだ ていのすけ、慶応4年4月15日（1868年5月7日） - 昭和17年（1942年）3月11日）は、日本の衆議院議員（立憲国民党）、弁護士。

## 経歴
近江国伊香郡高時村（現在の滋賀県長浜市）出身。1884年（明治17年）に滋賀県師範学校を卒業し、小学校教員を務めていたが、大阪に出て関西法律学校（現在の関西大学）に入学した。1892年（明治25年）に卒業した後、弁護士試験に合格し、大阪に事務所を開いた。
1908年（明治41年）、第10回衆議院議員総選挙に出馬し、当選を果たした。
その後大阪商業学校校主・理事、原田汽船株式会社監査役、虎屋信託株式会社監査役、福井商店監査役などを務めた。墓所は多磨霊園

## 著書
- 『商事調停法論』（大同書院、1927年）
- 『立憲的忠君愛国の人（選挙粛正の栞）』（選挙道徳向上会、1935年）